# TCAP
Part de l'aplicació de capacitats de transacció, de les recomanacions ITU-T Q.771-Q.775 o ANSI T1.114 és un protocol per a xarxes del sistema de senyalització 7. El seu propòsit principal és facilitar múltiples diàlegs simultàniament entre els mateixos subsistemes a les mateixes màquines, utilitzant els ID de transacció per diferenciar-los, de manera similar a com els ports TCP faciliten les connexions multiplexades entre les mateixes adreces IP a Internet.
TCAP utilitza la codificació ASN.1 BER, així com els protocols que encapsula, és a dir, MAP en xarxes de telefonia mòbil o INAP en xarxes intel·ligents.

## Visió general
Els missatges TCAP s'envien pel cable entre màquines. Les primitives TCAP s'envien entre l'aplicació i la pila TCAP local. Tots els missatges TCAP són primitius però n'hi ha que no són missatges. En altres paraules, alguns només es transfereixen dins de la màquina local. Una primitiva TCAP està formada per un o més components TCAP.
Una primitiva ITU-T TCAP pot ser d'un dels tipus següents:
| Unidireccional | Un únic primitiu sense primitives posteriors. De vegades es coneix com a Avís.                     |
| Comença        | Inicieu un diàleg, seguiran més primitives.                                                        |
| Continua       | Envieu una primitiva posterior a un diàleg existent, seguiran altres primitives.                   |
| Final          | L'últim primitiu d'un diàleg existent, Tanca un diàleg existent.                                   |
| Avortar        | Un error ha fet que el diàleg es tanqui.                                                           |
| Cancel·lar     | El temporitzador d'invocació ha caducat sense rebre cap resposta (és un missatge primitiu però no) |

Una primitiva Begin té un identificador de transacció d'origen (fins a 4 bytes). Una primitiva Continua té un ID de transacció d'origen i un ID de transacció de destinació. Les primitives Finalitzar i Avortar només tenen un ID de transacció de destinació. Cada primitiva té tant un component opcional com porcions de diàleg (opcionals). La part del component per a la primitiva unidireccional és obligatòria.
La part de diàleg porta PDU de control de diàleg o unidiàleg. Per a MAP i INAP, s'utilitza la PDU de diàleg que realitza l'establiment i l'alliberament de diàlegs per al context d'aplicació proporcionat a les primitives. Es defineixen les primitives següents per a la PDU de diàleg:
| AARQ | Sol·licitud de diàleg. Per a MAP i INAP, AARQ s'envia a la primitiva Begin amb el component Invoke en general, amb el context d'aplicació del paquet de l'operació MAP/INAP. |
| AARE | Resposta de diàleg. Enviat en resposta a AARQ en les primitives Continue o End.                                                                                              |
| ABRT | Avortament del diàleg. |

Cada component ITU-T TCAP pot ser d'un dels tipus següents:
| Invocar                         | S'està sol·licitant una nova operació, aquesta pot demanar resposta o no                                                                                                   |
| Torna el resultat últim         | Una resposta final a una invocació |
| Torna el resultat no és l'últim | Una resposta a una Invocació, s'enviaran més respostes |
| Error de retorn                 | Hi ha hagut un error |
| Rebutjar                        | El component es rebutja per algun motiu, com ara una invocació duplicada, un identificador enllaçat no reconegut, una operació no reconeguda o un argument escrit malament |

Els components d'invocació tenen un InvokeID signat de 7 bits que està present a tots els altres components per identificar a quina invocació es relacionen.
TCAP es basa en el protocol d'element de serveis d'operacions remotes ROSE definit per OSI.